# Tipula (Eumicrotipula) itatiayensis
Tipula (Eumicrotipula) itatiayensis is een tweevleugelige uit de familie langpootmuggen (Tipulidae). De soort komt voor in het Neotropisch gebied.